# Valbroye
Valbroye is een Zwitserse gemeente in het district Broye-Vully van het kanton Vaud.

## Geschiedenis
Aanvankelijk was het de bedoeling dat de gemeentes Cerniaz, Champtauroz, Combremont-le-Grand, Combremont-le-Petit, Granges-près-Marnand, Henniez, Marnand, Sassel, Seigneux, Treytorrens en Villars-Bramard, die waren gelegen in het district Payerne, en Dompierre, dat was gelegen in het Moudon tot deze districten op 1 januari 2008 werden opgeheven en opgingen in het nieuw opgerichte district Broye-Vully, zouden fuseren tot een nieuwe gemeente.

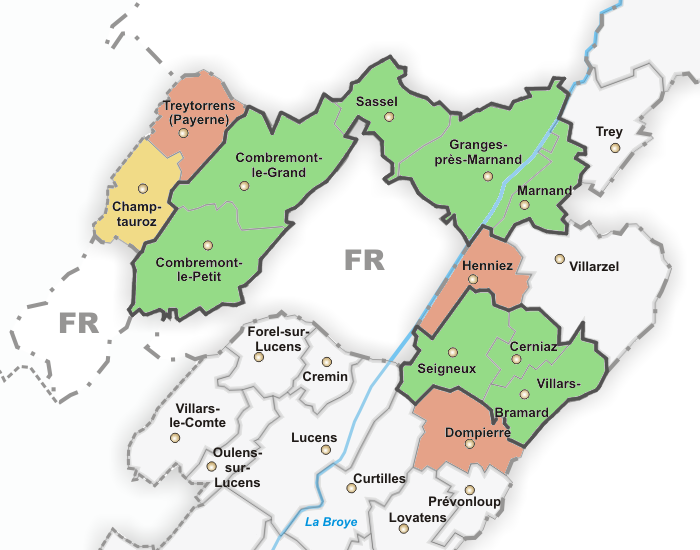
Gemeentes die met de fusie instemden.
Gemeentes die de fusie afwezen.
Referendum aangenomen maar toch afgehaakt.

Op 8 februari 2009 werd een referendum in de betreffende gemeentes gehouden. In de drie gemeentes Henniez, Dompierre en Treytorrens werd dit referendum verworpen en de gemeentes haakten af. In Champtauroz was de fusie er wel goedgekeurd, maar met slechts 38 tegen 35 stemmen, waarop de gemeente op 2 april besloot niet verder te gaan nu de grote fusie niet door bleek te gaan. De overige gemeentes besloten het proces voort te zetten.
In deze gemeenten werd op 15 juni 2010 een tweede referendum gehouden over de fusie zonder de afgehaakte gemeentes die in alle acht overgebleven gemeentes werd aangenomen. Op 1 juli 2011 fuseerden de gemeentes Cerniaz, Combremont-le-Grand, Combremont-le-Petit, Granges-près-Marnand, Marnand, Sassel, Seigneux en Villars-Bramard tot de nieuwe gemeente Valbroye met ongeveer 2.600 inwoners.